# Jaymes Young
Jaymes Michael McFarland (Seattle, 1 de setembro de 1991) é um cantor, compositor e músico norte-americano. McFarland era membro de uma pequena banda de Seattle chamada Corner State That que lançou um único álbum em 2010.